# 北海運河
北海運河（オランダ語：Noordzeekanaal ノールドゼーカナール）は、オランダのアムステルダムと北海を結ぶ全長21kmの運河のことである。

## 概要
1865年から1876年にかけて開削され、当時砂の堆積等で航行が難しくなりつつあったゾイデル海を経由せず、アムステルダムから直接北海に至る航路が開けることとなった。現在、北海運河は年間10万隻の船が通航する水上交通の大動脈であると共に、アムステルダムでアムステルダム・ライン運河と接続され、広域水運の一端を担っている。
また、北海運河の終点であるアイマウデンには閘門設備と共に欧州最大級のポンプ場があり、アイセル湖（マルケル湖含む）に流入する水を北海に排水する、オランダ北西部の内水制御で重要な施設となっている。

## 構造・仕様
- 全長 21 km
- 深さ 10m - 15m

## 施設
- オラニエ閘門群（Oranjesluizen）

アイ湾とアイセル湖（マルケル湖）の間にある閘門
- アイマウデン閘門群（Sluizen van IJmuiden）

北海運河と北海の間にある閘門で、南閘門、中閘門、北閘門、スパイ閘門の4つの閘門設備がある。これらの閘門施設は、北海閘門と呼ばれることもある。